# Piazza del Maneggio
La piazza del Maneggio (in russo Манежная площадь?, Manežnaja ploščadʾ), o piazza Manežnaja, è un ampio spazio pubblico sito nel centro di Mosca.
Si tratta di un'area circoscritta dall'Hotel Moskva a est, dal Museo statale di storia e dai giardini di Alessandro a sud, dal maneggio di Mosca a ovest e dal settecentesco quartier generale dell'Università statale a nord. Rappresenta un punto di vitale importanza del centro storico della capitale russa, poiché collega il Cremlino e la piazza Rossa con la principale arteria della città, ossia la via Tverskaja. È servita da tre stazioni della metropolitana di Mosca: la Ochotnyj Rjad, la Ploščad' Revoljucii e la Teatral'naja.

## Storia
La piazza del Maneggio affonda le sue origini nella Piazza Moseevskaja, la quale fu costruita nel 1798 in conseguenza della demolizione del medievale monastero Moseevskij, sito sulla riva del fiume Neglinnaja fin dai tempi di Ivan il Terribile. Anche quando, nel 1819, il fiume (estremamente fangoso) fu interrato, alla zona rimase il fastidioso appellativo di "pancia di Mosca", a causa della presenza di taverne e trattorie. Nel 1883 ebbe luogo la cerimonia di benedizione della cappella di Aleksandr Nevskij, costruita in onore della vittoria nella guerra russo-turca e demolita dai sovietici nel 1922.
Il cambio di nome avvenne nel 1931, quando le autorità comuniste decisero di modificare lo stile e l'ampiezza della piazza Moseevskaja in modo tale da farne un luogo adatto alle dimostrazioni di massa ed alle cerimonie di partito. Fu così che l'ottocentesco Hotel Nacional' e diversi palazzi neoclassici progettati da Giuseppe Bove vennero smantellati e la piazza subì l'allargamento fino a confinare con il Maneggio di Mosca, costruito nel 1817 sulla base del progetto dell'architetto Agustín de Betancourt. A partire dagli anni trenta quindi la piazza acquisì l'attuale denominazione, anche se in un primo momento il suo lato orientale avrebbe dovuto prendere il nome dal nuovo Hotel Moskva.
Nel 1967 l'area fu ribattezzata piazza del 50º anniversario della Rivoluzione d'ottobre (in russo площадь 50-летия Октября?, ploščad 50-letija Oktjabrja). Inoltre, al fine di commemorare tale ricorrenza, fu deciso di costruire un grandioso monumento scultoreo, del quale però fu posta solamente la prima pietra. Nel 1990 la piazza tornò alla denominazione scelta negli anni trenta. Nell'agosto del 1991 l'area divenne luogo di imponenti manifestazioni celebranti la caduta del comunismo ed il fallimento del colpo di Stato organizzato da alcuni membri del governo. Più di recente, la piazza è stata al centro di tafferugli dovuti al tifo calcistico: nel 2002 vi si verificarono scontri in occasione dell'eliminazione della nazionale russa dai mondiali nippo-coreani, mentre nel 2010 fu assassinato un tifoso dello Spartak Mosca. La sera del 4 marzo 2012 la piazza ha ospitato i festeggiamenti dei sostenitori di Vladimir Putin, in occasione della vittoria di quest'ultimo nelle elezioni presidenziali russe.
Durante gli anni novanta, il sindaco di Mosca Jurij Lužkov si fece promotore della chiusura della piazza al traffico e del suo rinnovamento. Nel cuore dell'area fu costruito un grande centro commerciale con quattro piani ed un parcheggio interrati. Tale struttura fu arricchita da una cupola in vetro policromo sormontata da una statua raffigurante San Giorgio, patrono della città. Tale cupola in realtà nasconde ai turisti distratti, un interessante e originale orologio con un complesso meccanismo che indica l'ora di varie città attraverso un complicato sistema di luci che si accendono alla base della cupola. Per apprezzarne la bellezza e originalità è preferibile recarsi nel sottostante centro commerciale nei pressi della metropolitana Ochotnyj Rjad. Altri importanti interventi hanno riguardato la costruzione di fontane e statue. Uno degli artisti maggiormente impegnati nel rinnovamento della piazza è stato Zurab Tsereteli. Inoltre, nel 1995 lo scultore Vjačeslav Klykov realizzò una statua equestre in onore di Georgij Žukov, nel 50º anniversario della Parata della Vittoria di Mosca. Tale scultura si trova di fronte al Museo statale di storia.

## Curiosità
- La piazza ha anche ospitato un concerto dei The Prodigy nel 1997 ed uno del rapper Coolio nel 1998.

## Galleria d'immagini

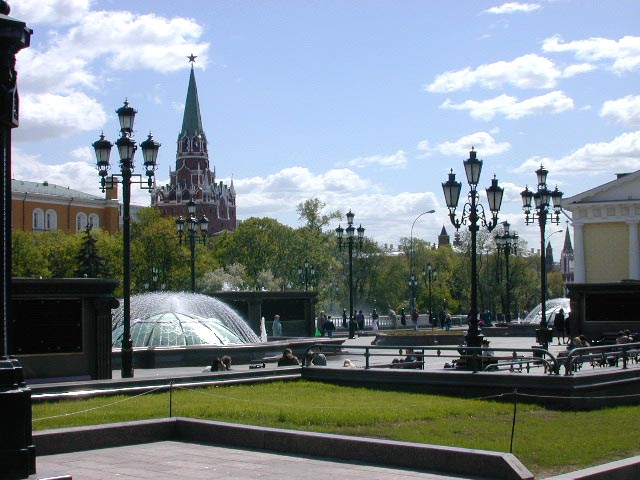
Vista della piazza dai giardini di Alessandro
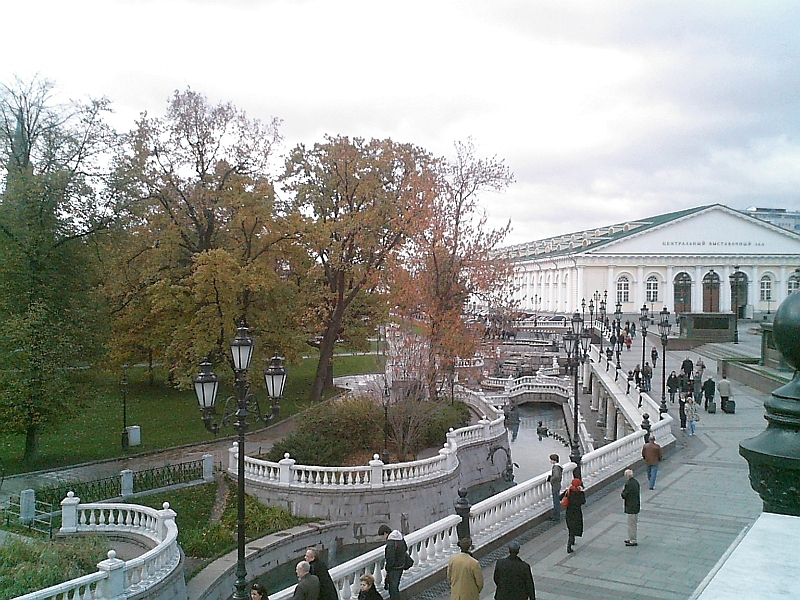
La piazza ed il Maneggio di Mosca
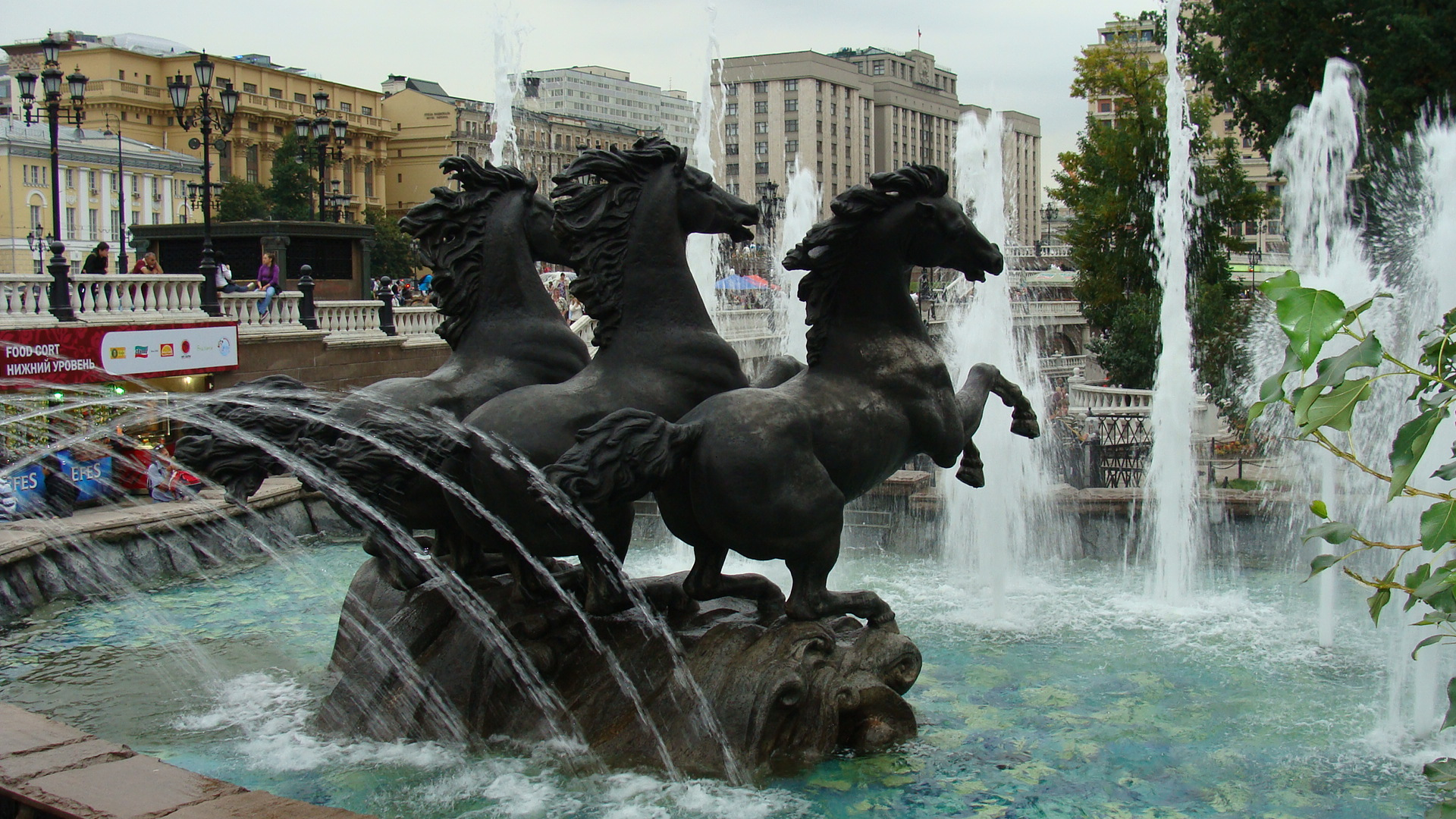
Fontana di Piazza del Maneggio
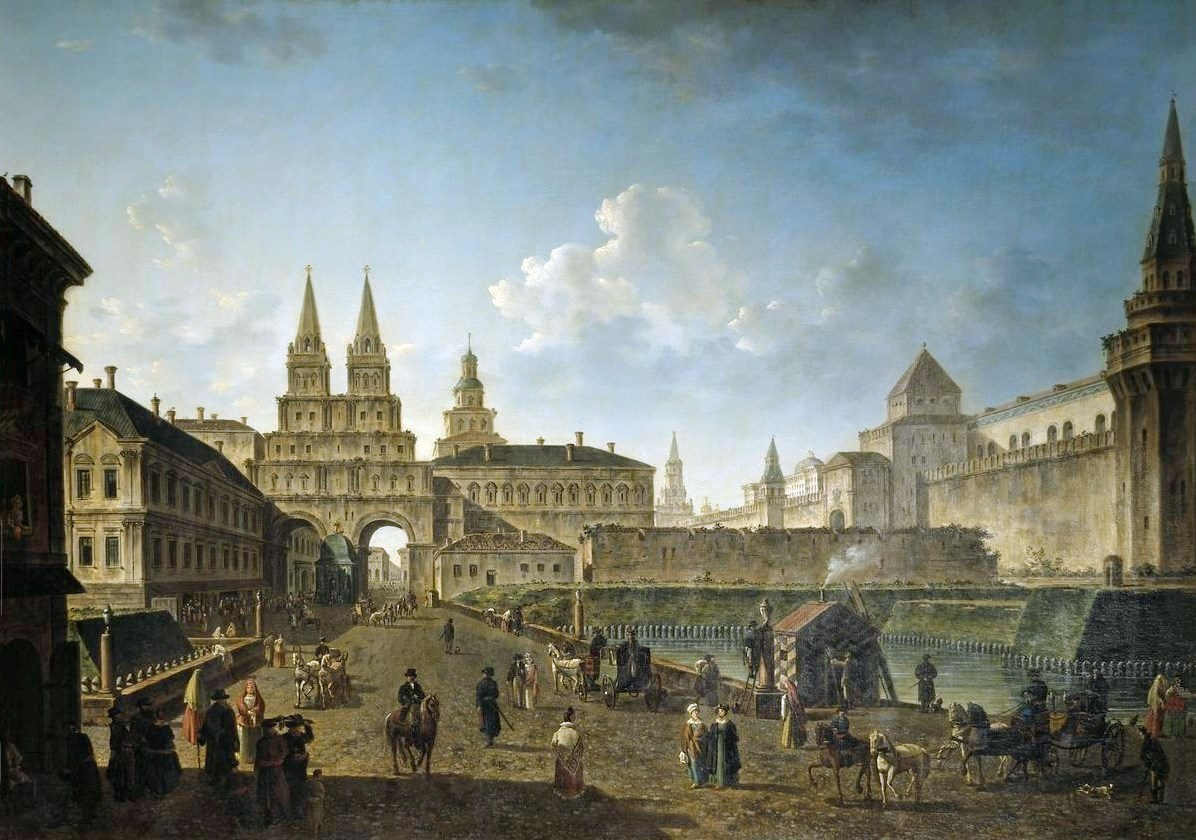
Illustrazione del XIX secolo
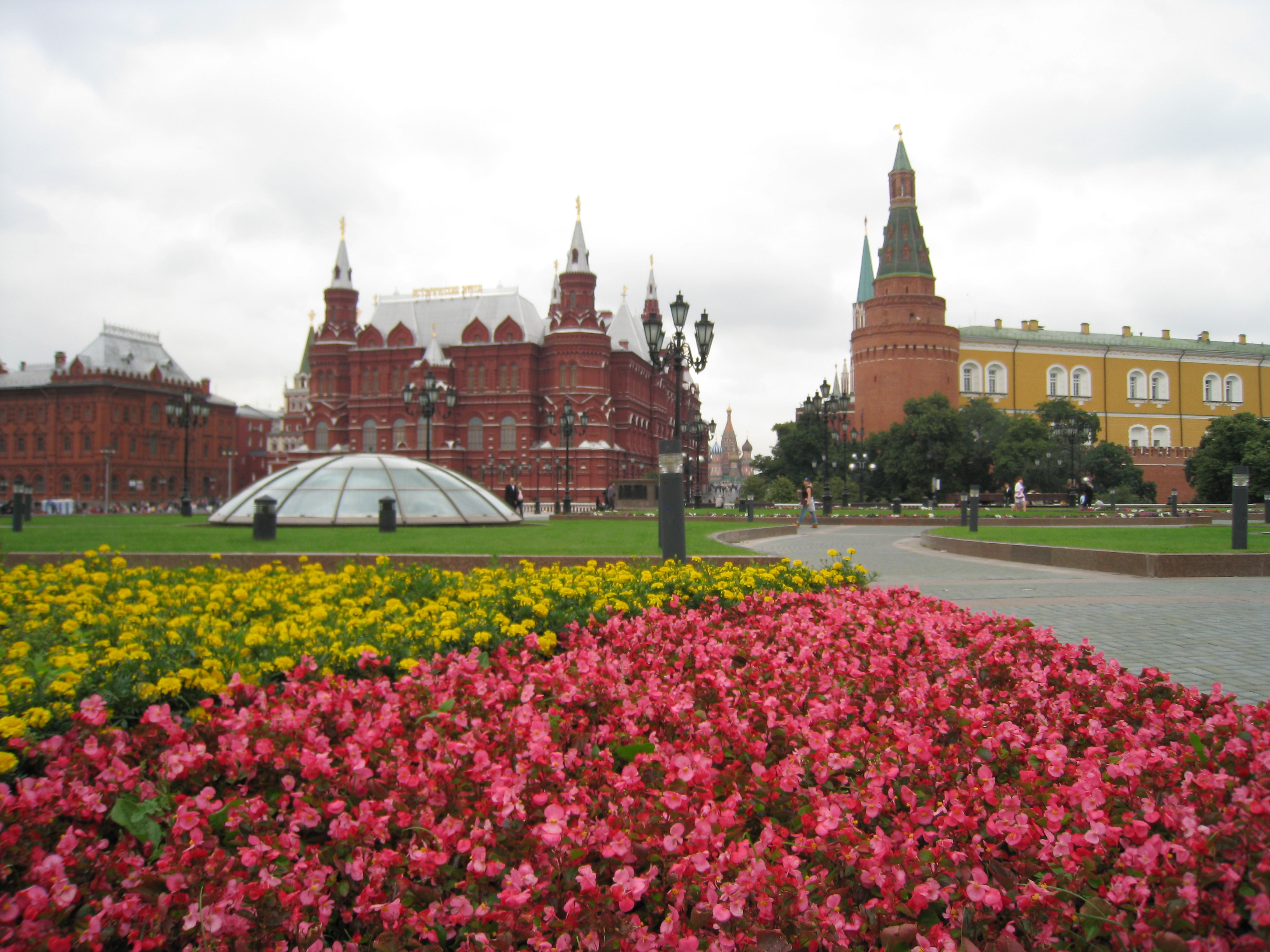
La piazza ed il Museo statale di storia
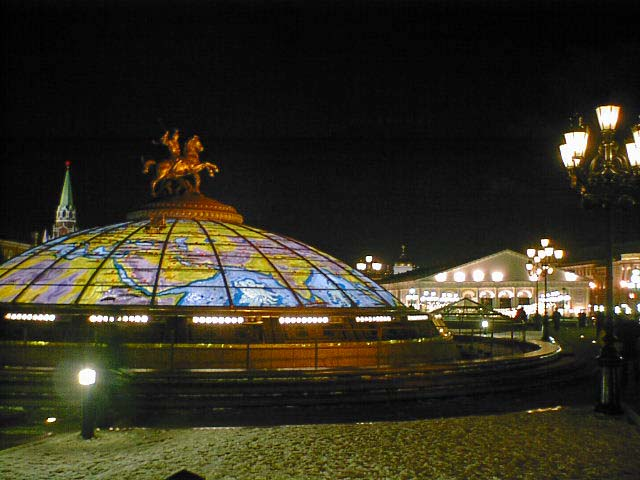
La cupola orologio con la statua di San Giorgio